# أمبرينس (باد كاليه)
أمبرينس، باد كاليه (بالفرنسية: Ambrines)‏ هي بلدية تقع في إقليم باد كاليه من منطقة نور با دو كاليه في شمال فرنسا. تبلغ مساحة هذه المدينة 4.68 (كم²)، وترتفع عن سطح البحر 127 م، يبلغ عدد سكانها 216 نسمة حسب إحصاء المعهد الوطني للإحصاء والدراسات الاقتصادية سنة 2009 م. وترأس Georges Lasselin البلدية خلال فترة (2008-2014).